# Challenger de Lugano 2024
El torneo Challenger Città di Lugano 2024 fue un torneo de tenis perteneció al ATP Challenger Tour 2024 en la categoría Challenger 75. Se trató de la 4ª edición; el torneo tuvo lugar en la ciudad de Lugano (Suiza), desde el 4 hasta el 10 de marzo de 2024 sobre pista dura bajo techo.

## Jugadores participantes del cuadro de individuales
| Favorito | País                    | Jugador                    | Rank1 | Posición en el torneo |
| -------- | ----------------------- | -------------------------- | ----- | --------------------- |
| 1        | Bandera de Bélgica      | Zizou Bergs                | 123   | Semifinales           |
| 2        | Bandera de Finlandia    | Otto Virtanen              | 131   | CAMPEÓN               |
| 3        | Bandera de Moldavia     | Radu Albot                 | 152   | Cuartos de final      |
| 4        | Bandera de Suiza        | Leandro Riedi              | 160   | Primera ronda         |
| 5        | Bandera de Kazajistán   | Mikhail Kukushkin          | 165   | Cuartos de final      |
| 6        | Bandera de Francia      | Pierre-Hugues Herbert      | 166   | Cuartos de final      |
| 7        | Bandera de Francia      | Giovanni Mpetshi Perricard | 170   | Primera ronda         |
| 8        | Bandera del Reino Unido | Jan Choinski               | 173   | Segunda ronda         |

- 1 Se ha tomado en cuenta el ranking del 26 de febrero de 2024.

### Otros participantes
Los siguientes jugadores recibieron una invitación (wild card), por lo tanto ingresan directamente al cuadro principal (WC):
- Rémy Bertola
- Mika Brunold
- Johan Nikles

Los siguientes jugadores ingresan al cuadro principal tras disputar el cuadro clasificatorio (Q):
- Ričardas Berankis
- Arthur Gea
- Yu-hsiou Hsu
- Cem İlkel
- Daniel Masur
- Henri Squire

## Campeones

### Individual Masculino
- Otto Virtanen derrotó en la final a  Daniel Masur por 6–7(4), 6–4, 7–6(3)

### Dobles Masculino
- Sander Arends /  Sem Verbeek derrotaron en la final a  Constantin Frantzen /  Hendrik Jebens por 6–7(9), 7–6(1), [10–8]